# یواس‌اس تام گرین کانتی (ال‌اس‌تی-۱۱۵۹)
یواس‌اس تام گرین کانتی (ال‌اس‌تی-۱۱۵۹) (به انگلیسی: USS Tom Green County (LST-1159)) یک کشتی است که طول آن ۳۸۴ فوت ۰ اینچ (۱۱۷٫۰۴ متر) می‌باشد. این کشتی در سال ۱۹۵۳ ساخته شد.